# Brandon McNally
Brandon David McNally (Saugus, 8 febbraio 1992) è un hockeista su ghiaccio e dirigente sportivo statunitense naturalizzato italiano, milita come attaccante nei Fort Wayne Komets, squadra della ECHL.

## Carriera

### Nazionale
In possesso del passaporto italiano, ottenuto nel dicembre 2019 durante la sua permanenza ad Asiago, e maturate due stagioni consecutive in una squadra di club italiana, necessarie per vestire la maglia azzurra, McNally ricevette la prima convocazione con il Blue Team nel maggio 2022, in occasione di due partite amichevoli disputatesi in Inghilterra, in preparazione ai Mondiali di Top Division di Helsinki. L'esordio avvenne il 5 maggio nel match vinto 3-1 contro la Gran Bretagna alla Planet Ice Arena di Milton Keynes.
Nello stesso mese disputò i Mondiali di Gruppo A in Finlandia. Segnò la sua prima rete in maglia azzurra e in una competizione iridata nell'incontro perso 5-2 contro il Kazakistan, che sancì la retrocessione degli azzurri in Prima Divisione.
L'anno successivo prese parte ai Mondiali di Iª Divisione - Gruppo A di Nottingham.

## Palmarès

### Club
- Campionato britannico: 1

Cardiff Devils: 2021-2022

### Individuale
- USHS-Prep ISL All League: 4

2007-2008, 2008-2009, 2009-2010, 2010-2011
- ECAC All-Academic Team: 1

2012-2013
- NCAA (Ivy League) Most Penalized Player: 1

2013-2014
- ECHL (Eastern) Built Tough Award: 1

2016-2017
- Giocatore con più minuti di penalità dell'Asia League Ice Hockey: 1

2024-2025 (97 minuti)